# Cervona Semenivka, Starokosteantîniv
Cervona Semenivka (în ucraineană Червона Семенівка) este un sat în comuna Volîțea-Kerekeșîna din raionul Starokosteantîniv, regiunea Hmelnîțkîi, Ucraina.

## Demografie
Componența lingvistică a localității Cervona Semenivka
     Ucraineană (98,25%)
     Alte limbi (1,75%)
Conform recensământului din 2001, majoritatea populației localității Cervona Semenivka era vorbitoare de ucraineană (98,25%), existând în minoritate și vorbitori de alte limbi.